# Pancerniki typu Danton
Pancerniki typu Danton – francuskie pancerniki z okresu I wojny światowej należące do generacji przeddrednotów. Zbudowano sześć okrętów tego typu. Wszystkie weszły do służby w 1911 roku.

## Projekt i budowa
Pancerniki typu Danton zostały zamówione w ramach drugiej transzy rozbudowy Francuskiej Marynarki Wojennej w odpowiedzi na gwałtowny rozwój niemieckiej Kaiserliche Marine po 1900 roku. Wstępna faza projektu zakładała budowę powiększonej wersji pancerników typu Liberté. Wpływ na projekt miały także dane z analizy uszkodzeń rosyjskich okrętów podczas bitwy pod Cuszimą w 1905 roku, i roli jaką odegrała w nich japońska artyleria średniego kalibru. Ważnym parametrem uwzględnionym w projekcie była manewrowość i prędkość przyszłych okrętów.
Okręty budowano w sześciu różnych stoczniach, co przy wprowadzaniu do projektu licznych zmian, powodowało znaczne opóźnienie w budowach.

## Służba
Wszystkie okręty weszły do służby w 1911 roku i zostały przydzielone do 1. Eskadry Okrętów Liniowych należącej do Floty Morza Śródziemnego. Podczas pierwszej wojny światowej operowały w rejonie Morza Śródziemnego, gdzie ich przeciwnikami były floty Niemiec, Austro-Węgier i Turcji. 19 marca 1917 roku w pobliżu Sardynii, „Danton” został zatopiony przez niemiecki okręt podwodny SM U-64. 

## Zbudowane okręty
| Nazwa     | Stocznia                                                                      | Rozpoczęcie budowy | Data wodowania | Wejście do służby | Los okrętu     |
| --------- | ----------------------------------------------------------------------------- | ------------------ | -------------- | ----------------- | -------------- |
| Danton    | Arsenal de Brest, Brest                                                       | 09.01.1908         | 04.07.1909     | 24.07.1911        | Zatopiony 1917 |
| Condorcet | Ateliers et Chantiers de la Loire, Saint-Nazaire                              | 23.08.1907         | 19.04.1909     | 25.07.1911        | Złomowany 1949 |
| Diderot   | Ateliers et Chantiers de Saint-Nazaire Penhoët, Saint-Nazaire                 | 23.08.1907         | 20.04.1909     | 25.07.1911        | Złomowany 1937 |
| Mirabeau  | Arsenal de Lorient, Lorient                                                   | 04.05.1908         | 29.10.1909     | 01.08.1911        | Złomowany 1928 |
| Voltaire  | Société Nouvelle des Forges et Chantiers de la Méditerranée, La Seyne-sur-Mer | 08.06.1907         | 16.01.1909     | 05.08.1911        | Złomowany 1950 |
| Vergniaud | Forges et Chantiers de la Gironde, Lormont                                    | listopad 1907      | 12.04.1910     | 18.12.1911        | Złomowany 1928 |